# Жильская Шайма
Жильская Шайма (Шайма) — река в Костромской области России, протекает по территории Вохомского и Павинского районов. Устье реки находится в 643 км по правому берегу реки Ветлуги. Длина реки составляет 38 км, площадь водосборного бассейна — 151 км².

## Данные водного реестра
По данным государственного водного реестра России относится к Верхневолжскому бассейновому округу, водохозяйственный участок реки — Ветлуга от истока до города Ветлуга, речной подбассейн реки — Волга от впадения Оки до Куйбышевского водохранилища (без бассейна Суры). Речной бассейн реки — (Верхняя) Волга до Куйбышевского водохранилища (без бассейна Оки).
Код объекта в государственном водном реестре — 08010400112110000041479.